# Kromagg
Los Kromagg son una especie ficticia de primates humanoides agresivos provenientes de un universo paralelo. Son los villanos principales de la serie de ciencia ficción Sliders. 

## Historia
Los Kromagg provienen de un universo paralelo en el cual dos especies de primates evolucionaron hasta poseer inteligencia; los Homo sapiens y los kromagg. Después de muchos siglos de convivencia pacífica, ambos pueblos entraron en conflicto en una sangrienta guerra mundial. Los kromagg, con su poderío militar y tecnológico superior, estaban ganando la guerra, esto hasta que los humanos desarrollaron un virus mortal. Los Kromagg fueron forzados entonces a escapar a un mundo paralelo que estaba cubierto por extensas zonas selváticas y donde fácilmente derrotaron a los humanos nativos. Tras lo cual, haciendo uso de su tecnología para viaje interdimensional, viajaron de mundo en mundo descubriendo para su malestar, que casi todos estaban habitados por Homo sapiens.
Su primera aparición es en el capítulo “Invation” donde por primera vez Quinn Mallory, Wade Wells, Rembrandt Browm y Maximillian Arturo se topan con un mundo conquistado por los Kromagg. Aquí, Arturo teoriza que los Kromagg provienen de un universo donde una raza de homínido violento se volvió dominante. En este capítulo se establece que los Kromagg han conquistado 150 mundos diferentes. 
Los Kromagg devastan a los humanos en las diferentes Tierras que conquistan enviándolos a campos de trabajo esclavo, campos de reproducción (donde las mujeres son forzadas a ser embarazadas por Kromag) y campos de investigación científica donde, por ejemplo, prueban armas nuevas en humanos vivos, como vemos en los capítulos "Common Ground" y Requiem. Sin embargo su principal objetivo siempre es crear híbridos kromagg/humano que toleren el virus generado en su realidad natal y que sirvan a su ejército; este plan presenta sin embargo recurrentemente dos debilidades, la primera es que los kromagg puros discriminan y ven con asco a los mestizos y la segunda es que aunque estos poseen físicamente muchos de sus poderes y habilidades, su personalidad presenta una naturaleza y emociones más propensos a lo humano.
Entre otras cosas, los Kromagg conquistaron Tierra Prime (el mundo de origen de los deslizadores) y tomaron prisioneros a Wade Wells (a quien luego llevaron a un campo de reproducción) y a Rembrandt Browm. En el capítulo "Asylum" los deslizadores llegan a un mundo donde Margaret Thatcher negoció con los invasores Kromagg para entregarles recursos a cambio de no invadir, en este mundo los “colaboradores” con los Kromagg son llamados “thatchers” y son perseguidos como criminales de guerra. 
En "Slidecage" se descubre que los Kromaggs no pueden regresar a Kromagg Prime porque el padre de Quinn desarrolló una trampa que atrapa a cualquier deslizador que intente viajar a ese mundo en una base espacial localizada en un asteroide. 
En el último capítulo de la serie, Rembrandt intenta regresar a Tierra Prime infectado con el virus anti-Kromagg para así erradicarlos, sin que se sepa si tuvo éxito.

## Sociedad y cultura
Los Kromagg viven en una sociedad militarizada. Las ejecuciones por errores mínimos (como dejar escapar prisioneros) son comunes y rutinarias. Los Kromagg se dividen en clanes y los errores de un miembro del clan son compartidos por todos, como se ve en el capítulo "Common Ground" donde el fallo en batalla de un militar Kromagg en la guerra en Kromagg prime trajo deshonra a su clan. El gobierno de los Kromagg es llamado la Dinastía. 
En el primer capítulo en que aparecen los Kromagg se establece que ellos no aprenden los idiomas de los Homo sapiens porque lo encuentran denigrante y en cambio, enseñan su idioma a los esclavos. Sin embargo en todos los demás episodios los Kromagg aparecen hablando inglés fluidamente. 
Originalmente el término para diferenciarse usado por los Kromagg era llamar a las personas Homo sapiens, pero en capítulos posteriores se usó el más comúnmente usado Humano. 
Los Kromagg por lo general encuentran a los humanos feos y desagradables a la vista, aunque en el capítulo "Common Ground" el militar Kromagg de mayor rango parece estar románticamente interesado en Maggie Beckett. 
Los Kromagg encuentran deliciosos los ojos humanos. 
A pesar de su brutalidad, los Kromagg pueden tener relaciones familiares amorosas como se muestra en el capítulo "Slidecage" donde un líder Kromagg adoptó y crio como su hijo a un humano que, también le correspondía recíprocamente su amor llamándolo padre y abrazándolo al final del capítulo.

## Biología
Los Kromagg son primates homínidos y antropoides similares al ser humano, salvo por sus rasgos más brutales; dientes afilados, cabeza carente de cabello, frente abultada, piel pálida y mayor fortaleza física. Además, los Kromagg son telépatas por lo que pueden extraer información leyendo mentes o hacer que los humanos vean lo que ellos quieren que vean (y así, haciéndose pasar por humanos normales si realizan trabajos de espionaje e infiltración). A pesar de que el término Kromagg parece recordar la palabra Cromagnon cabe recordar que el Cromagnon es el término paleontológico para referirse al Homo sapiens. 
Se ha visto que también poseen habilidades de curación psíquica que en ocasiones los mestizos heredan, cuando en una ocasión Rembrandt fue herido con un arma kromagg radiactiva fue salvado a instantes de morir gracias a esta técnica.
Debido a que el virus desarrollado en Kromagg Prime provocó la muerte de muchas mujeres Kromagg, estos usan humanas para reproducirse. Los bebés Kromagg son casi idénticos a los humanos, salvo por el tono de la piel, los primeros meses de vida. También existen los Humagg, es decir, híbrido de humano-kromagg.

## Tecnología
Los Kromaggs son más avanzados tecnológicamente que los humanos. Utilizan armas láser, naves voladoras con forma de mantaraya equipadas con armamento muy destructivo, y por supuesto, dominan la tecnología de deslizamiento interdimensional. 
En una de las dimensiones visitadas por el grupo en la tercera temporada existe un pantano cuyo aire es tóxico excepto para Maggie; allí Quinn conoce al líder de los nativos, una versión alternativa suya venida de otra dimensión que lo provoca constantemente para que lo mate, finalmente este revela a Quinn que su deseo de morir es por el remordimiento de haber sido quien entregó la tecnología de deslizamiento a los Kromagg.